# Zgarniarka tłucznia

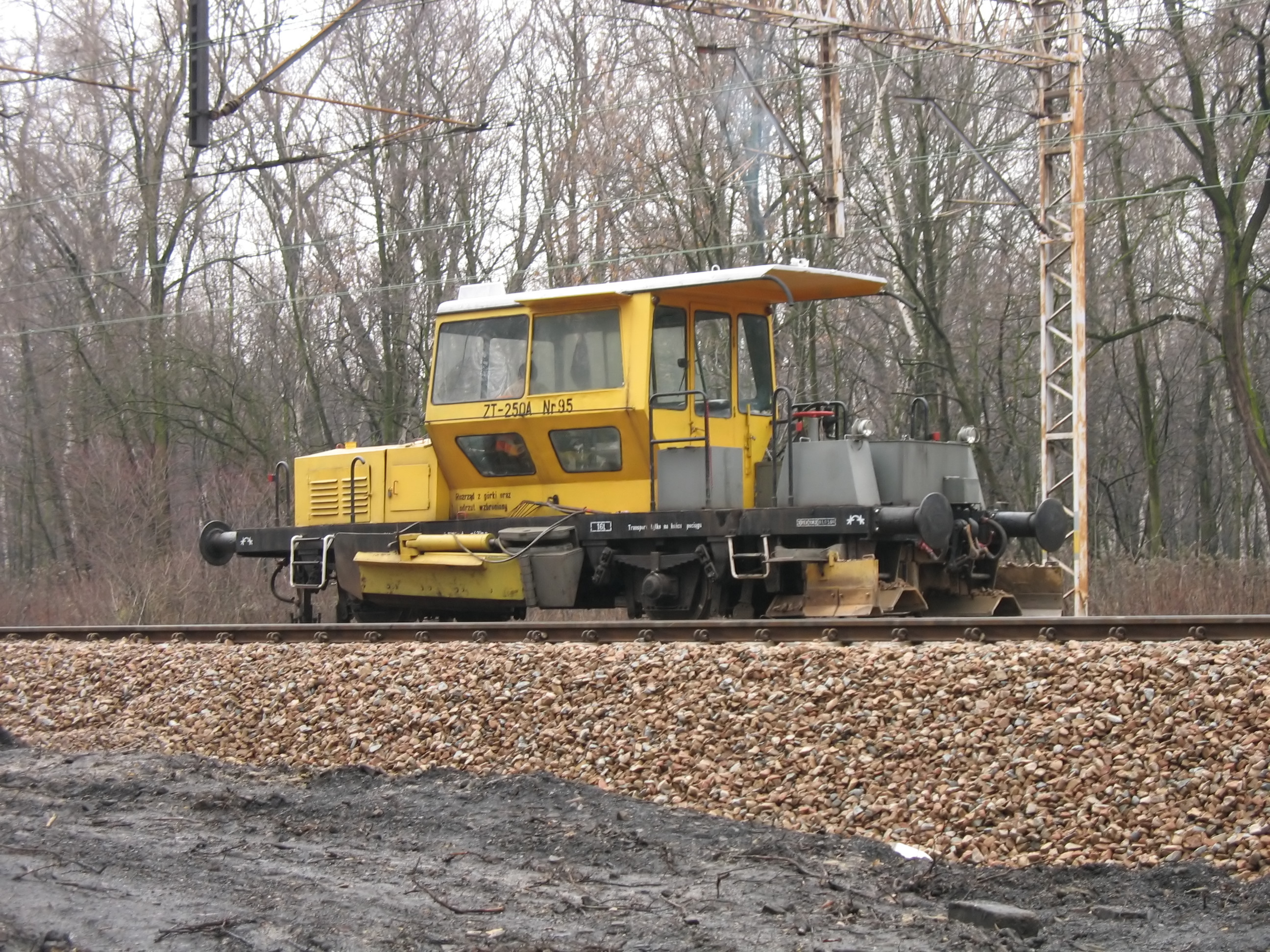
Spalinowa zgarniarka tłucznia ZT-250A należąca do Przedsiębiorstwa Utrzymania Infrastruktury Kolejowej w Katowicach

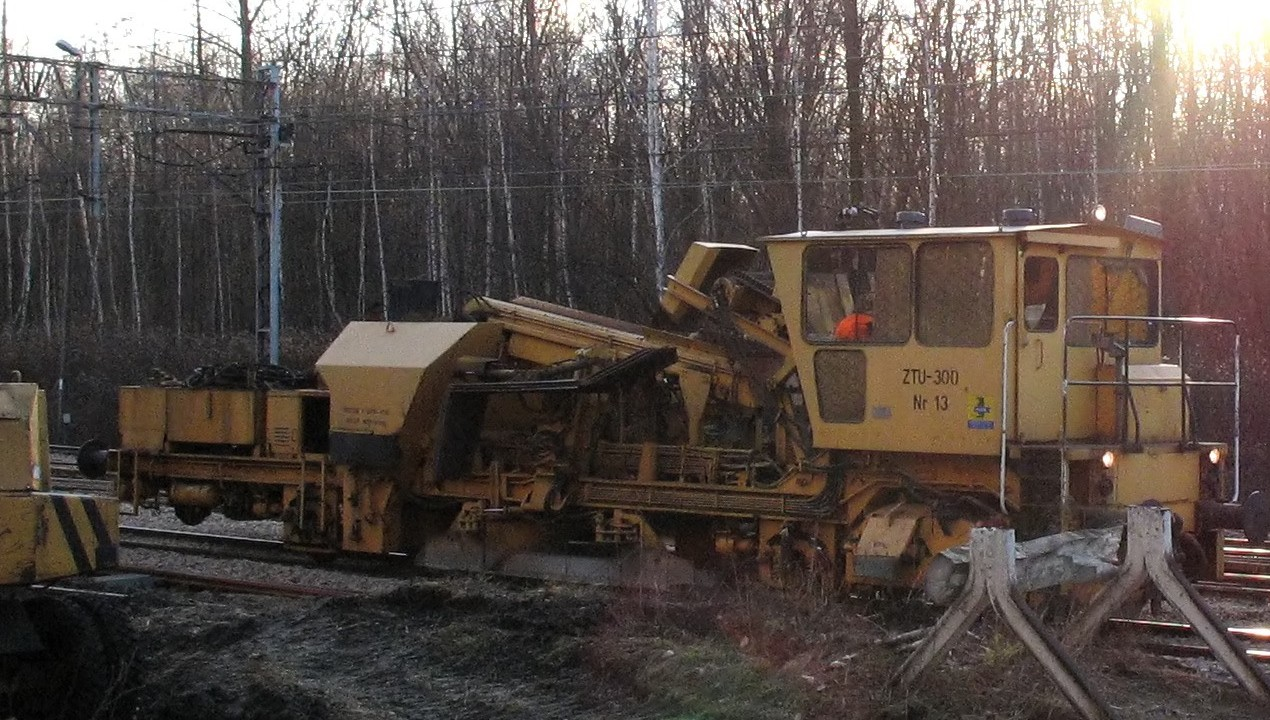
Spalinowa zgarniarka tłucznia ZTU-300 należąca do Przedsiębiorstwa Utrzymania Infrastruktury Kolejowej w Katowicach

Zgarniarka tłucznia - maszyna używana do profilowania pryzmy tłucznia podczas układania nawierzchni kolejowej. Wyposażona w pługi czołowe i boczne, a czasami także w szczotkę zbierającą nadmiar tłucznia do zasobnika.